# Зельцький німецький район
Зéльцький німецький район (нім. Deutscher Kreis Selz; рос. Зельцский район) — адміністративно-територіальна одиниця у складі Одеської округи та Одеської області Української РСР, що існувала у 1923—1939 роках. 
Кол. назви — Мангеймський район (нім. Deutscher Kreis Mannheim) (1923-1926 рр.), Фрі́дріх-Éнгельсовський район (нім. Deutscher Kreis Friedrich-Engels)(1926-1930 рр.).
Центр — село Мангейм (до 1930 р.), село Зельц (з 1930 р.).

## Історія
7 березня 1923 року ВУЦВК прийняла Постанову «Про адміністративно-територіальний поділ Одещини», згідно з якою було створено Мангеймський район Одеської округи з Мангеймської, Зельцької та Куртівської волостей з центром у Мангеймі.
Станом на 1 жовтня 1925 року кількість населення складала 19 389 осіб, площа становила 504 кв. версти, кількість сільрад — 12.
В 1926 році був перейменований у Фрідріх-Енгельсовський район. В цей час до його складу входили 11 сільрад.
У 1930 році у зв'язку з ліквідацією Одеської округи, район перейшов в пряме підпорядкування Українській РСР.
В 1930 році перейменований в Зельцький район. З 27 лютого 1932 року у складі Одеської області.
На 1 грудня 1933 року Зельцький район складався з 8 сільрад, кількість населення складала 15 436 осіб, площа становила 403,8 км2.
Щоб поліпшити адміністративно-територіальну побудову районів області і наблизити сільради та колгоспи до районного центру, в 1935 році Жовтневу сільську раду приєднали до Роздільнянського району.
Станом на 1 жовтня 1938 року район складався з 7 сільських рад, площа становила 0,4 тис. км².
7 квітня 1939 року район був ліквідований . При цьому Баденська, Зельцька, Кандельська, Страсбурзька та Ельзаська с/р були передані до Роздільнянського району, а решта — до Біляївського району.

## Населені пункти
Сільські Ради та населені пункти району станом на 1926 рік:
- Амвросієвська/Жовтнева (Амбросієве, х. Бурдовий, Кам'янка, Матишівка, Новий Мир, Шевченко),
- Баденська (Баден),
- Вигодянська (Вигода Нім., х. Рефиниус),
- Зельцька (Зельц),
- Кандельська (Кандель),
- Мангеймська (Кагарлик, Мангейм, х. Гадирим, Дар Природи),
- Одрадівська (Болгарка, х. Паліївський),
- Секретарська (Михайлівка, Секретарка),
- Страсбурзька (Страсбург),
- Ексарівська (х. Бурковський, Корсунці, Макарове, Мандрове Нім.),
- Ельзаська (Міліардівка, Ельзас).

Також до складу входили німецькі населені пункти: х. Богданівка – 2, Катериненталь, х. Копиткіна, х. Ландрихтер, Ней-Зельц, Ней-Йозефсталь, Ней-Кандель, Ней-Петерсталь, Ней-Страсбург, Ней-Эльзас, Ново-Андріяшівка, х. Ново-Миколаївка, Розаліївка, Степанівка, х. Фішер-Францен. 
Центр — село Мангейм (до 1930 р.), село Зельц (з 1930 р.). Площа – 570 км2.